# Мушеніца
Мушеніца (рум. Mușenița) — село у повіті Сучава в Румунії. Входить до складу комуни Мушеніца.
Село розташоване на відстані 392 км на північ від Бухареста, 40 км на північний захід від Сучави, 149 км на північний захід від Ясс.

## Населення
За даними перепису населення 2002 року у селі проживали 309 осіб, з них 303 особи (98,1%) румунів. Рідною мовою 305 осіб (98,7%) назвали румунську.